# Парламентские выборы в Великобритании (1886)
Парламентские выборы в Великобритании 1886 года прошли с 1 июля по 27 июля и стали двадцать третьими парламентскими выборами в истории Соединённого королевства Великобритании и Ирландии после Акта об унии 1800 года и вторыми после Третьей парламентской реформы 1884 года.
Впервые после выборов 1841 года консерваторы получили большинство голосов избирателей. В конечном итоге они получали по крайней мере относительное большинство голосов избирателей на всех выборах до 1945 года, за исключением выборов 1906 года.

## Избирательная система
Большинство депутатов были избраны по мажоритарной системе относительного большинства в одномандатных округах. 54 депутата были избраны в двухмандатных округах с использованием голосования по мажоритарному принципу, при котором каждый избиратель мог отдать до двух голосов.

## Политическая ситуация

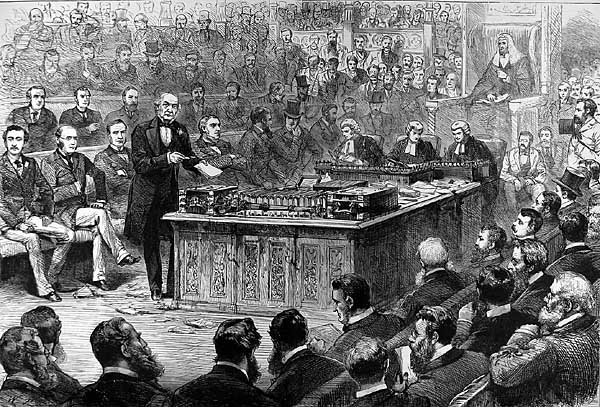
Гладстон во время дебатов по вопросу о гомруле в Палате общин 8 апреля 1886 года (The Illustrated London News).

Выборы 1886 года состоялись после провала в парламенте первого законопроекта о гомруле (самоуправлении Ирландии). Суть гомруля изначально заключалась в воссоздании ирландского парламента для решения внутренних вопросов при сохранении верховной власти за Лондоном. Популярность гомруля в самой Ирландии была так высока, что в 1870-х—1880-х годах ирландские автономисты доминировали на выборах, занимая в Палате общин не менее 60 % мест от Ирландии. Всё это привело к первой попытке провести проект гомруля через парламент.
В 1886 году либеральное правительством Гладстона внесло на рассмотрение первый проект гомруля, который предполагал ограниченную автономию Ирландии в рамках Соединённого королевства. Проект был провален во втором чтении, так как против него выступили не только консерваторы, но и часть либералов, пошедших против своего лидера. В результате правительство подало в отставку, а парламент был распущен. Провал законопроекта о гомруле серьёзно повлиял на результаты выборов 1886 года, так как отколовшиеся от Либеральной партии юнионистское крылом во главе с лордом Хартингтоном и Джозефом Чемберленом вступили в избирательный пакт с консерваторами маркиза Солсбери. Новая Либеральная юнионистская партия провела в палату общин 77 членов и обеспечила консерваторам парламентское большинство, хотя и не присоединилась к ним в формальной коалиции.
Либералы Уильяма Юарта Гладстона, которые поддерживали движение за ирландское самоуправление, потеряв больше трети мест, оказались на втором месте с большим отрывом от победителей. Ирландская парламентская партия (она же Партия гомруля) во главе с Чарльзом Стюартом Парнеллом также понесла большие потери, но лишь в народном голосовании, сохранив почти все свои места в Палате общин. Раскол в Либеральной партии положил конец периоду доминирования либералов. С 1859 года и по 1886 они находились у власти 18 из 27 лет и выиграли пять из шести выборов, проведённых в этот период, но из следующих девятнадцати лет были у власти только три года. Политическая перестройка, вызванная расколом либералов, также привела к тому, что в период между выборами 1886 года и окончанием Второй мировой войны только один раз (в 1906 году) партия, отличная от консерваторов, смогла сформировать правительство большинства (хотя либералы, а позже и лейбористы формировали правительства меньшинства при поддержке более мелких партий).

## Результаты
|        |                                   |                                   |                                   |           |        |         |       |       |
| Партия | Партия                            | Лидер                             | Кандидаты                         | Голоса    | Голоса | Голоса  | Места | Места |
| Партия | Партия                            | Лидер                             | Кандидаты                         | Голоса    | %      | ± п. п. | Места | ±     |
|        | Консерваторы и юнонисты           | Маркиз Солсбери                   | 563                               | 1 417 627 | 51,40  | ▲ 8,40  | 393   | ▲ 146 |
|        | Либералы                          | Уильям Гладстон                   | 449                               | 1 244 683 | 45,13  | ▼ 2,52  | 192   | ▼ 127 |
|        | Партия гомруля                    | Чарльз Стюарт Парнелл             | 100                               | 94 050    | 3,41   | ▼ 3,47  | 85    | ▼ 1   |
|        | Независимые либералы              |                                   | 1                                 | 1247      | 0,05   | ▼ 1,23  | 0     | ▼ 11  |
|        | Независимые либерал-юнионисты     |                                   | 2                                 | 544       | 0,02   | новая   | 0     | ▬     |
|        | Всего                             | Всего                             | 1115                              | 2 758 151 | 100    | ▬       | 670   | ▬     |
|        | Избирателей зарегистрировано/Явка | Избирателей зарегистрировано/Явка | Избирателей зарегистрировано/Явка | 5 708 030 | 73,85  | ▼ 6,23  |       |       |

Голоса
| Голоса избирателей            | Голоса избирателей | Голоса избирателей | Голоса избирателей | Голоса избирателей |
| ----------------------------- | ------------------ | ------------------ | ------------------ | ------------------ |
| Консерваторы и юнонисты       |                    |                    | 51.40 %            |                    |
| Либералы                      |                    |                    | 45.13 %            |                    |
| Партия гомруля                |                    |                    | 3.41 %             |                    |
| Независимые либералы          |                    |                    | 0.05 %             |                    |
| Независимые либерал-юнионисты |                    |                    | 0.02 %             |                    |

Места
| Места в парламенте      | Места в парламенте | Места в парламенте | Места в парламенте | Места в парламенте |
| ----------------------- | ------------------ | ------------------ | ------------------ | ------------------ |
| Консерваторы и юнонисты |                    |                    | 58.66 %            |                    |
| Либералы                |                    |                    | 28.66 %            |                    |
| Партия гомруля          |                    |                    | 12.69 %            |                    |

### Результаты выборов в Ирландии
В итоговое число не включены два депутата-консерватора от Дублинского университета, которые были избраны по списку юнионистов безальтернативно. Резкое падение голосов, отданных за Партию гомруля, объясняется тем, что большинство её депутатов (66) были избраны без голосования из-за отсутствия альтернативных кандидатов.
| Партия                 | Партия                   | Лидер                 | Кандидаты | Голоса | Голоса | Голоса | Места | Места | Места |
| Партия                 | Партия                   | Лидер                 | Кандидаты | Голоса | %      | +/-    | Места | +/-   | %     |
| ---------------------- | ------------------------ | --------------------- | --------- | ------ | ------ | ------ | ----- | ----- | ----- |
|                        | Партия гомруля           | Чарльз Стюарт Парнелл | 97        | 91 083 | 46,71  | ▼21,75 | 84    | ▼ 1   | 83,17 |
|                        | Консерваторы и юнионисты | Маркиз Солсбери       | 28        | 76 257 | 39,11  | ▲14,26 | 15    | ▼1    | 14,85 |
|                        | Либералы-юнионисты       | Джозеф Чемберлен      | 7         | 21 944 | 11,28  | новая  | 2     | ▲ 2   | 1,99  |
|                        | Либералы                 | Уильям Гладстон       | 3         | 5710   | 2,93   | ▼3,76  | 0     | ▬     | 0     |
| Всего                  | Всего                    | Всего                 | 194 994   | 100,0  | ▬      | 101    | ▬     | 100   |       |
| Источник: B. M. Walker |                          |                       |           |        |        |        |       |       |       |

| Голоса избирателей | Голоса избирателей | Голоса избирателей | Голоса избирателей | Голоса избирателей |
| ------------------ | ------------------ | ------------------ | ------------------ | ------------------ |
| Партия гомруля     |                    |                    | 46.71 %            |                    |
| Консерваторы       |                    |                    | 39.11 %            |                    |
| Либералы-юнионисты |                    |                    | 11.28 %            |                    |
| Либералы           |                    |                    | 2.93 %             |                    |

| Места в Палате общин от Ирландии | Места в Палате общин от Ирландии | Места в Палате общин от Ирландии | Места в Палате общин от Ирландии | Места в Палате общин от Ирландии |
| -------------------------------- | -------------------------------- | -------------------------------- | -------------------------------- | -------------------------------- |
| Партия гомруля                   |                                  |                                  | 83.17 %                          |                                  |
| Консерваторы                     |                                  |                                  | 14.85 %                          |                                  |
| Либералы-юнионисты               |                                  |                                  | 1.99 %                           |                                  |

## После выборов
Одержав победу на выборах, консерваторы во главе с маркизом Солсбери сформировали новое правительство, получив поддержку от Либеральной юнионистской партии, ни один член которой, при этом в новый кабинет не вошёл. Первым и последним либерал-юнионистом во втором кабинете маркиза Солсбери был Джордж Иоахим Гошен, с 14 января 1887 по 11 августа 1892 года занимавший пост канцлера казначейства. Не имея консервативного большинства, маркиз Солсбери зависел от либерал-юнионистов и был вынужден идти на уступки, принимая прогрессивное законодательство относительно покупки ирландских земель, образования и советов графств.
Выборы 1892 года завершились для консерваторов и их союзников, либерал-юнионистов, неоднозначно. Они опередили либералов, но не смогли сохранить абсолютное большинство в Палате общин, в то время как либералы вместе с союзниками, ирландскими националистами, превзошли консерваторов и юнионистов по числу мест. Поскольку либералы не имели большинства самостоятельно, Солсбери отказался уйти в отставку и оставил должность премьер-министра только после вотума недоверия 11 августа. После этого Гладстон сформировал правительство меньшинства, зависящее от поддержки ирландских националистов.

### Комментарии
1. 1 2  Приведённые здесь данные о количестве мест Либеральной партии включают спикера Палаты общин.
2. ↑  Явка избирателей с учётом только округов, в которых проводилось голосование (3 734 832 избирателей). Безальтернативные выборы состоялись в 224 округах, в которых проживало 1 973 198 избирателей и в которых было избрано 118 консерваторов и юнионистов, 40 либералов и 66 ирландских автономистов. См. UK Election Results.